# Ignacy Gosławski
Ignacy Gosławski z Bebelna (ur. 1769 – zm. 5 stycznia 1823 w Promniku) – poseł na sejm grodzieński (1793), członek konfederacji grodzieńskiej w 1793 roku, rotmistrz 3. Brygady Kawalerii Narodowej w 1793 roku.
Konsyliarz konfederacji sandomierskiej w 1793 roku, poseł sandomierski na sejm. Był jednym z nielicznych posłów-patriotów na rozbiorowym sejmie grodzieńskim. Zabierał kilkakrotnie głos na sesjach sejmowych. W lipcu podpisał protest wobec zawarcia traktatu rozbiorowego z Imperium Rosyjskim. 12 sierpnia zaatakował magnatów, którzy ściągnęli do kraju wojska rosyjskie. Protestował i żądał zerwania wszystkich układów z Królestwem Prus. Oskarżył posła rosyjskiego Jakoba Sieversa o zastraszanie sejmu przez porwanie czterech posłów. Oskarżany przez Sieversa o jakobinizm opuścił obrady. Na sejmiku w Kielcach relacjonował gwałty dokonane na sejmie. 
W czasie insurekcji kościuszkowskiej, delegowany do Rady Najwyższej Narodowej, do Komisji Porządkowej powiatów chęcińskiego i opoczyńskiego.